# Scotophilus robustus
Scotophilus robustus is een zoogdier uit de familie van de gladneuzen (Vespertilionidae). De wetenschappelijke naam van de soort werd voor het eerst geldig gepubliceerd door Milne-Edwards in 1881.

## Voorkomen
De soort komt voor in het noorden van Madagaskar.